# San Miguel Atepoxco
San Miguel Atepoxco är en gruvort i Mexiko, tillhörande kommunen Nopaltepec i delstaten Mexiko. Orten hade 1 494 invånare vid folkräkningen 2020.
Intill orten finns två tezontlegruvor med namnen Paraiso och San Román, båda tillhör dock kommunen Axapusco. På orten finns också två grundskolor. Den första skolan i San Miguel Atepoxco öppnades 1896. Ortens kyrka heter Capilla San Miguel Arcángel. Parque Ecological San Miguel är en idrottspark i nordvästra delen av staden med möjligheter för fotboll, tennis, volleyboll och vissa friidrottsgrenar.
San Miguel Atepoxco ligger 5 kilometer söder om kommunens huvudort Nopaltepec.

## Befolkningsutveckling
Befolkningsutvecklingen i San Miguel Atepoxco åren 1995–2020.